# Osztálysorsjáték Palota
A Magyar Királyi Szabadalmaztatott Osztálysorsjáték Palotája egy eklektikus stílusú négyemeletes épület volt Budapesten, az egykori Eskü (ma Március 15) tér déli oldalán, a déli Klotild palota és a Duna-part közötti épülettömbben, melynek ma már egyetlen tagja sincs meg. Helyét jelenleg részben az Erzsébet híd pesti hídfőjének lehajtója foglalja el, részben park.

## Története
Egy 1897-ben hozott törvénnyel az addigi számsorsjáték (lottó) helyett a más szabályok szerint működő osztálysorsjátékot (osztálylottó) vezették be, melynek szervezési jogát az állam az erre a célra alakult részvénytársaságnak – haszonbér ellenében – bérbe adta. Az új sorsjáték jövedelméből építtette fel a társaság palotáját 1898-1899-ben az Eskü tér 6. szám alatt. Ugyanezen tömb Váci utca (vagyis a déli Klotild palota) felé néző részét két épület alkotta: északon (az egykori Eskü, ma Szabadsajtó út felőli sarkon) helyezkedett el a Tiller-ház, a déli oldalon a Mercurbank bérpalotája.
Az épületet Kőrössy Albert Kálmán és Sebestyén Artúr tervezte eklektikus stílusban. Belső udvarát üvegtetővel fedték. Az épületet nem kizárólag a sorsjátékot szervező részvénytársaság irodái foglalták el: a belső udvarban előbb Medgyaszay Vilma színháza, majd a húszas évektől mozi működött; felsőbb emeletein valószínűleg bérlakások is voltak.
A második világháborúban a tömb valamennyi épülete súlyosan megsérült, az Osztálysorsjáték Palota kiégett. Az Erzsébet híd újjáépítésekor a tömb valamennyi épületét elbontották.